# Francesco Mercoli
Francesco Mercoli (Milano, 20 maggio 1894 – Milano, 19 maggio 1959) è stato un sollevatore italiano.

## Biografia
Nato nel 1894 a Milano, gareggiava nella classe di peso dei pesi massimi (+82.5 kg).
A 34 anni partecipò ai Giochi olimpici di Amsterdam 1928, nei pesi massimi, chiudendo 10º con 327.5 kg totali alzati, dei quali 102.5 nella distensione lenta, 100 nello strappo e 125 nello slancio.
Morì nel 1959, a 65 anni.